# Iljás Fachfách
Iljás Fachfách (arabsky إلياس الفخفاخ‎; * 1972) je tuniský politik. Byl ministrem turistiky a od 19. prosince 2012 rovněž ministrem financí ve vládě Hamadiho Jebali. Od 28. února 2020 byl předsedou vlády Tuniska.
Al-Džazíra přišla v červnu 2020 s tvrzením, že: „nezávislý poslanec parlamentu zveřejnil dokumenty, podle kterých Fachfách vlastnil akciový podíl ve společnostech, které získaly státní zakázky v objemu 44 milionů dinárů“. Fachfách nařčení odmítl, avšak 15. července na funkci rezignoval.